# Michael Edwards (Schauspieler)
Michael Edwards (* 16. September 1944 in Hialeah, Florida), geboren als John Chalmers Edwards Jr., ist ein US-amerikanischer Schauspieler.

## Leben
Edwards wurde als Sohn von Charlotte Caroline Anderson, einer High-School-Lehrerin, und John Chalmers Edwards Sr. geboren und hat eine ältere Schwester namens Jeannie. Nach seiner Geburt zog die Familie nach Pensacola im US-Bundesstaat Florida; seine Eltern ließen sich scheiden, als er zehn Monate alt war. 1962 trat Edwards dem United States Marine Corps bei und absolvierte seine Ausbildung auf Parris Island.
Am 4. Juni 1966 heiratete Edwards die Flugbegleiterin Grace Ward. Aus der im Oktober 1968 wieder geschiedenen Beziehung ging eine gemeinsame Tochter hervor: Caroline.
Edwards war – mit Unterbrechungen – zwischen 1978 und 1984/85 mit Priscilla Presley liiert. Im Jahr 1988 schrieb er das Buch Priscilla, Elvis, and Me: In the Shadow of the King (in Anlehnung an Presleys Buch Elvis & Me), das deren Beziehung thematisierte und in dem er zugab, dass er sich auch zu Presleys Tochter Lisa Marie hingezogen fühlte. Diese berichtete 2003 in einem Interview mit dem Playboy, dass Edwards mutmaßlich betrunken versucht habe ihr Zimmer zu betreten und sich ihr gegenüber „unangemessen“ verhalten habe.

## Karriere
Nach dem Militärdienst arbeitete Edwards zunächst als Model und war sowohl in Zeitschriften als auch in Fernsehwerbespots zu sehen; Edwards wurde in dem Buch Male Model: The World Behind the Camera porträtiert, das 1979 veröffentlicht wurde.
Einen ersten Auftritt vor der Kamera hatte er 1972 in einer dialogfreien Szene in Spiel dein Spiel gemeinsam mit Tuesday Weld.
Edwards’ bisher bekannteste Rolle war die des Ted Gelber, Joan Crawfords Liebhaber in dem Film Meine liebe Rabenmutter aus dem Jahr 1981, mit Faye Dunaway und Mara Hobel in den Hauptrollen. Zwischen 1981 und 1996 war er in mehreren Filmen und Fernsehserien zu sehen. 1991 spielte er General John Connor in Terminator 2 – Tag der Abrechnung.
Seit 2017 ist er wieder vereinzelt in diversen Kurzfilmen vor der Kamera zu sehen. Er wirkte zuletzt an der Seite von Eric Roberts in dem Film The Ballad of Travis Hunter mit.
Im deutschen Sprachraum wurde Edwards unter anderem von Karl Schulz synchronisiert.

## Auszeichnungen und Nominierungen
- 2018: Idyllwild International Festival of Cinema: Grand Jury Award als „Bester Nebendarsteller“ in Perfect People[1]
- 2018: Idyllwild International Festival of Cinema: Nominierung in der Kategorie „Bestes Ensemble – Kurzfilm“ für Perfect People[1]
- 2018: Show Low Film Festival: Nominierung in der Kategorie „Bester Nebendarsteller“ für Perfect People[1]

## Filmografie (Auswahl)

### Film
- 1972: Spiel dein Spiel
- 1981: Meine liebe Rabenmutter
- 1982: The Day the Bubble Burst (Fernsehfilm)
- 1987: Superstar: The Karen Carpenter Story (Kurzfilm)
- 1990: On Thin Ice: The Tai Babilonia Story
- 1991: Terminator 2 – Tag der Abrechnung
- 1993: Terminator 2 – Tag der Abrechnung: Extended Special Edition (gelöschte Szenen und alternatives Ende)
- 1996: Judge Man – Sein Befehl heißt Mord (Sweeper)
- 2017: Perfect People (Kurzfilm)
- 2018: What’s Your Number (Kurzfilm)
- 2018: Tears of Blood (Kurzfilm)
- 2021: Skynet (Kurzfilm)
- 2023: The Ballad of Travis Hunter

### Fernsehserien
- 1985: It’s a Living (auch: Making a Living)
- 1992: Das Ding aus dem Sumpf (Swamp Thing)
- 1992: Beverly Hills, 90210
- 1993: Queen (Alex Haley’s Queen)
- 1993: Frasier
- 1994: Thunder in Paradise
- 1996: Palm Beach-Duo